# 검은 9월단
검은 9월단은 1972년 뮌헨 올림픽에서 이스라엘 선수단을 상대로 테러를 일으킨 이슬람 계열의 저항 단체이다. “검은 9월”이란 이름은 아랍계 게릴라가 요르단 정부군의 토벌작전으로 큰 타격을 받은 1970년 9월을 의미하며, 아랍게릴라 4명이 같은 해 11월 탈 당시 요르단 총리를 카이로의 호텔에서 보복-암살하면서 자기들 조직을 스스로 '검은 9월단'이라 부른 데서 유래한다.

## 검은 9월단 사건
1972년 9월 5일 새벽 4시, 운동선수 복장을 한 8명의 괴한들이 서독 뮌헨의 올림픽 선수촌 담장을 넘었다. 자동소총과 수류탄으로 무장한 이들 괴한들은 곧바로 28명의 이스라엘 선수들이 묵고 있던 숙소로 침입했다. 총성과 비명에 갑자기 놀란 이스라엘 선수들은 재빨리 창문을 통해 몸을 피했지만 이미 2명은 죽고 9명은 인질로 붙잡힌 상태였다. 복면을 한 괴한들은 자신들을 팔레스타인 무장저항단체 ‘검은 9월단’ 소속이라고 밝히며 이스라엘이 억류하고 있는 팔레스타인 포로들의 석방을 요구했다. 서독 경찰은 이들과 수차례의 협상을 시도했으나 실패, 결국 총격전이라는 강경책으로 대응했다. 이 과정에서 인질 9명 모두가 숨졌고, 테러범들도 사살 또는 생포됐다.

## 사건 배경
이 사건은 당시 요르단이 팔레스타인들을 추방하고 이집트가 대미 접근을 시도하면서 궁지에 몰리게 된 팔레스타인 과격단체가 자기들의 존재를 과시, 세계의 관심을 끌기 위한 목적에서 비롯됐다. 

## 사건의 여파
이 테러사건은 그 후 테러의 악순환 곧 보복의 악순환을 낳았고 그 여파는 오늘날에도 중동에 남아 분쟁을 부르고 있으며, 제대로 된 대테러 전문부대가 없어서 많은 희생자를 냈다는 반성으로 세계 각국은 이 사건 이후 대테러전문 특수부대를 양성하여 유지하고 있다. 특히 무대가 되었던 독일은 경찰 직할의 GSG-9을 창설했고, 독일 연방군에서는 KSK라는 특수부대를 창설하여 현재도 운용하고 있다.

## 대중 매체
- 스티븐 스필버그 감독이 2005년에 개봉한 영화《뮌헨》은 이 사건과 이 사건 후 이스라엘 첩보기관 모사드가 주도한 보복작전을 다루고 있다.

## 같이 보기
- 팔레스타인 해방기구
- 팔레스타인 이슬람 지하드